# Dalarnas läns valkrets
Dalarnas läns valkrets (fram till 1997 Kopparbergs läns valkrets) är en egen valkrets vid val till den svenska riksdagen. 

## Mandatantal
Åtminstone under perioden 1971–1994 hade valkretsen elva fasta mandat. I riksdagsvalet 2006 var antalet fasta mandat tio. Antalet utjämningsmandat har varierat mellan ett 1970, två 1973–1979, ett 1982–1991 och två 1994. I valet 2006 hade valkretsen tre utjämningsmandat.
| 1970            | 1973            | 1976            | 1979            | 1982            | 1985            | 1988            | 1991            | 1994            | 1998         | 2002         | 2006         | 2010         | 2014         | 2018         |
| --------------- | --------------- | --------------- | --------------- | --------------- | --------------- | --------------- | --------------- | --------------- | ------------ | ------------ | ------------ | ------------ | ------------ | ------------ |
| Kopparbergs län | Kopparbergs län | Kopparbergs län | Kopparbergs län | Kopparbergs län | Kopparbergs län | Kopparbergs län | Kopparbergs län | Kopparbergs län | Dalarnas län | Dalarnas län | Dalarnas län | Dalarnas län | Dalarnas län | Dalarnas län |
| 11              | 11              | 11              | 11              | 11              | 11              | 11              | 11              | 11              | 10           | 10           | 10           | 10           | 9            | 9            |

## Ledamöter i enkammarriksdagen (listan ej komplett)

### 1971–1973
- Bo Turesson, m
- Karl Boo, c
- Erik Carlsson, c
- Anders Jonsson, fp
- Torsten Fredriksson, s
- Åke Green, s
- Ove Karlsson, s
- Sven Mellqvist, s
- Gudrun Sundström, s

### 1974–1975/76
- Bo Turesson, m
- Karl Boo, c
- Erik Carlsson, c
- Anders Jonsson, fp
- Torsten Fredriksson, s
- Åke Green, s
- Ove Karlsson, s
- Sven Mellqvist, s
- Gudrun Sundström, s

### 1976/77–1978/79
- Bo Turesson, m
- Karl Boo, c
- Erik Carlsson, c
- Birgitta Hambraeus, c
- Bertil Dahlén, fp
- Åke Green, s
- Ove Karlsson, s
- Sven Mellqvist, s
- Yngve Nyquist, s
- Gudrun Sundström, s
- Lars-Ove Hagberg, v

### 1979/80–1981/82
- Margareta Gard, m
- Karl Boo, c
- Birgitta Hambraeus, c
- Bertil Dahlén, fp
- Åke Green, s
- Ove Karlsson, s
- Yngve Nyquist, s
- Gudrun Sundström, s
- Lars-Ove Hagberg, v

### 1982/83–1984/85
- Margareta Gard, m
- Karl Boo, c
- Birgitta Hambraeus, c
- Inger Hestvik, s
- Iréne Vestlund, s
- Lars-Ove Hagberg, v

### 1985/86–1987/88
- Margareta Gard, m
- Karl Boo, c
- Birgitta Hambraeus, c
- Lars De Geer, fp
  - Karin Östergren (ersättare för Lars De Geer 10/11–9/12 1987), fp
- Inger Hestvik, s
- Ove Karlsson, s
- Yngve Nyquist (till 12/12 1985), s
- Leo Persson, s
- Bengt-Ola Ryttar, s
- Iréne Vestlund, s
- Lars-Ove Hagberg, v

### 1988/89–1990/91
- Margareta Gard, m
- Birgitta Hambraeus, c
- Lars De Geer, fp
  - Margareta Jonback (ersättare för Lars De Geer 15 november–14 december 1988), fp
- Inger Hestvik, s
- Ove Karlsson, s
- Leo Persson, s
- Bengt-Ola Ryttar, s
- Iréne Vestlund, s
- Lars-Ove Hagberg, v

### 1991/92–1993/94
- Christel Anderberg, m
- Margareta Gard, m
- Birgitta Hambraeus, c
- Ulf Björklund, kd
- Lennart Fremling, fp
- Stefan Kihlberg, nyd
- Odd Engström, s (1991/92–9/2 1993; statsråd 30/9–4/10 1991)
  - Per Erik Granström, s (ersättare för Odd Engström 30/9–4/10 1991, ledamot 10/2 1993–1993/94)
- Inger Hestvik, s
- Leo Persson, s
- Bengt-Ola Ryttar, s
- Iréne Vestlund, s
- Lars-Ove Hagberg (ordinarie till 31/8 1992), v
  - Hans Andersson (ordinarie från 1/9 1992), v

### 1994/95–1997/98
- Christel Anderberg, m
- Rolf Gunnarsson, m
- Birgitta Hambraeus, c
  - Kenneth Johansson, c (ersättare 29/1 1996–29/2 1996)
- Ulf Björklund, kd
- Lennart Fremling, fp
- Ragnhild Pohanka, mp
  - Jan Lindholm, mp (ersättare för Ragnhild Pohanka 23/1[3]–22/2[4] 1998)
- Laila Bäck, s
- Per Erik Granström, s
- Barbro Hietala Nordlund, s
- Leo Persson, s
- Bengt-Ola Ryttar, s
  - Arne Mellqvist, s (ersättare 10/1 1995–9/10 1995)
- Iréne Vestlund, s
- Hans Andersson, v

### 1998/99–2001/02
- Kenneth Johansson, c[5]
- Ulf Björklund, kd[5]
- Christel Anderberg, m[5]
- Rolf Gunnarsson, m[5]
- Kerstin-Maria Stalín, mp[5]
- Laila Bäck, s[5]
- Per Erik Granström, s[5]
- Bengt-Ola Ryttar, s[5]
- Marita Ulvskog, s[5] (statsråd under mandatperioden)
  - Barbro Hietala Nordlund, s (ersättare för Marita Ulvskog; ordinarie från 26/10 2001)
  - Kurt Kvarnström, s (ersättare 2001–2002)
- Hans Andersson, v[5]
- Lena Olsson, v[5]

### 2002/03–2005/06
- Kenneth Johansson, c[6]
- Lennart Fremling, fp[6]
- Ulrik Lindgren, kd[6]
- Rolf Gunnarsson, m[6]
- Kerstin-Maria Stalín, mp[6] (till 14/11 2004)
  - Jan Lindholm, mp (ersättare för Kerstin-Maria Stalin 16/8–14/11 2004, ledamot 15/11 2004–2/10 2006)
- Per Erik Granström, s[6]
- Barbro Hietala Nordlund, s[6]
- Kurt Kvarnström, s[6]
- Anneli Särnblad Stoors (senare Anneli Särnblad), s[6]
- Marita Ulvskog, s[6] (statsråd 30/9 2002–14/9 2004)
  - Hans Unander, s (statsrådsersättare för Maria Ulvskog 30/9 2002–14/9 2004)
- Anders Wiklund, v[6]

### 2006/07–2009/10
- Kenneth Johansson, c[7]
- Camilla Lindberg, fp[7]
- Lennart Sacrédeus, kd[7]
- Ulf Berg, m[7]
- Rolf Gunnarsson, m[7]
- Mikael Rosén, m[7] (2006/07–15/11 2006)
  - Patrik Forslund, m (från 16/11 2006)[8]
- Jan Lindholm, mp[7]
- Peter Hultqvist, s[7]
- Kurt Kvarnström, s[7]
- Carin Runeson, s[7]
- Anneli Särnblad, s[7]
  - Hans Unander, s (ersättare för Anneli Särnblad 22/10 2008–31/1 2009)
- Marita Ulvskog, s[7] (2006–2009)
  - Hans Unander, s (14/7 2009–4/10 2010)
- Lena Olsson, v

### 2010/11–2013/14
- Kenneth Johansson, C[9]
- Ulf Berg, M[9]
- Carl-Oskar Bohlin, M[9]
- Ann-Britt Åsebol, M[9]
- Jan Lindholm, MP[9]
- Roza Güclü Hedin, S[9]
  - Hans Unander, S (ersättare för Roza Güclü Hedin 15/1–31/7 2013)
- Peter Hultqvist, S[9]
- Kurt Kvarnström, S[9]
- Carin Runeson, S[9]
- William Petzäll, SD[9]
- Lena Olsson, V[9]

### 2014/15–2017/18
- Anders Ahlgren, C[10] (2014/15–10/1 2016)
  - Peter Helander, C (från 11/1 2016)
- Ulf Berg, M[10] (2014/15–12/9 2016)
  - Ann-Britt Åsebol, M (från 13/9 2016)
- Carl-Oskar Bohlin, M[10]
- Jan Lindholm, MP[10]
- Roza Güclü Hedin, S[10]
- Peter Hultqvist, S[10] (statsråd från 3/10 2014)
  - Patrik Engström, S (ersättare för Peter Hultqvist 3/10 2014–31/3 2017)
    - Marie Olsson, S (ersättare för Peter Hultqvist från 1/4 2017)
- Maria Strömkvist, S[10]
- Hans Unander, S[10] (2014/15–31/3 2017)
  - Patrik Engström, S (från 1/4 2017)
- Magnus Persson, SD[10]
- Sven-Olof Sällström, SD[10]
- Daniel Riazat, V[10]

### 2018/19–2021/22
- Peter Helander, C[11]
- Lars Adaktusson, KD[11]
  - Lennart Sacrédeus, KD (ersättare för Lars Adaktusson 5/5–23/6 2022)
- Carl-Oskar Bohlin, M[11]
  - Malin Höglund, M (ersättare för Carl-Oskar Bohlin 31/8 2020–1/2 2021)
    - Ulrik Bergman, M (ersättare för Carl-Oskar Bohlin 2/12 2021–13/2 2022)
- Ann-Britt Åsebol, M[11]
- Patrik Engström, S[11] (2018/19–10/1 2022)
  - Roza Güclü Hedin, S (från 10/1 2022)
- Peter Hultqvist, S[11] (statsråd)
  - Roza Güclü Hedin, S (ersättare för Peter Hultqvist 2018/19–10/1 2022)
    - Sofie Eriksson, S (ersättare för Peter Hultqvist från 10/1 2022)
- Maria Strömkvist, S[11]
- Mats Nordberg, SD[11]
- Magnus Persson, SD[11]
- Daniel Riazat, V[11]

### 2022/23–2025/26
- Ulrika Liljeberg, C[12]
- Mathias Bengtsson, KD[12]
- Carl-Oskar Bohlin, M[12]
- Malin Höglund, M[12]
- Sofie Eriksson, S[12]
- Peter Hultqvist, S[12]
- Lars Isacsson, S[12]
- Anna-Lena Blomkvist, SD[12]
- Sara Gille, SD[12]
- Mats Nordberg, SD[12]
- Kajsa Fredholm, V[12]

## Första kammaren
Kopparbergs läns valkrets var egen valkrets till första kammaren under hela perioden 1866–1970. Antalet mandat var fem fram till 1874 och höjdes till sex 1875.

### Riksdagsledamöter i första kammaren

#### 1867–1911 (successivt förnyade mandat)
- Nils Fröman (1867–1882)
  - Samy Nisser (1883–1887)
    - Emil Königsfeldt (1888–1891)
      - Martin Nisser, prot  (1892–1907)
        - Emil Gezelius, prot 1908–1909, fh 1910–1911 (1908–1911)

- William Nisser (1867–1872)
  - Erik Mauritz Sundell (1873–1875)
    - Casimir Lewenhaupt (1876–1884)
      - Hjalmar Claëson, min 1888–1893 (1885–1893)
        - Hugo Blomberg, prot (1894–1909)
          - August Eriksson, fh (1910–1911)

- Patric Reuterswärd (1867–1875)
  - Wilhelm Falk, FK:s min (1876–1893)
    - Gustaf de Laval (1894–1902)
      - Lorents Petersson, prot 1903–1909, fh 1910–1911 (1903–1911)

- Gustaf Sparre (1867–1875)
  - Oscar Berg (1876–1884)
    - Abraham Leijonhufvud (1885–1893)
      - Ernst Nisser (1894–1898)
        - Knut Falk, prot (1899–första urtima riksdagen 1905)
          - Oskar Herdin, prot (andra urtima riksdagen 1905–1909)
            - Gustaf Windahl, fh (1910–1911)

- Palne de Laval (1867–1870)
  - Olof Hallin (1871–1874)
    - Theodor Svedberg (1875–1877)
      - Erik Mauritz Sundell (1878–1881)
        - Emil Königsfeldt (1882–1883)
          - Per Pettersson (1884–1888)
            - Curry Treffenberg, prot (1889–1897)
              - Ernst Trygger, prot 1898–1909, fh 1910–1911 (1898–1911)

- Henric Gahn (1875–lagtima riksdagen 1892)
  - Carl Pettersson, prot (urtima riksdagen 1892–1901)
    - Gustaf Ros, prot 1902–1909, fh 1910 (1902–1910)
      - Anders Pers, lib s (1911)

#### 1912–1914
- Ollas Anders Ericsson, n
- Emil Gezelius, n
- Fredrik Holmquist, lib s
- Anders Pers, lib s
- Waldemar Skarstedt, lib s
- Alfred Petrén, s

#### 1915–lagtima riksdagen 1919
- Ollas Anders Ericsson, n
- Emil Gezelius, n
- Fredrik Holmquist, lib s
- Anders Pers, lib s
- Erik Dalberg, s
- Alfred Petrén, s

#### Urtima riksdagen 1919–1920
- Åhlmans Olof Olsson, bf
- Fredrik Holmquist, lib s
- Anders Pers, lib s
- Erik Dalberg, s
- Alfred Petrén, s
- Olof Lind, s vgr

#### 1921
- Åhlmans Olof Olsson, bf
- Ernst Lyberg, lib s
- Anders Pers, lib s
- Erik Dalberg, s
- Alfred Petrén, s
- Olof Lind, s vgr/k

#### 1922–1927
- Carl Schedin, bf
- Ernst Lyberg, lib s 1922–1923, lib 1924–1927
- Anders Pers, lib s 1922–1923, lib 1924–1927
- Erik Dalberg, s
- Alfred Petrén, s
- Ernst Åström, s vgr 1922–1923, s 1924–1927

#### 1928–1935
- August Ernfors, n 1928–1934, h 1935
- Herman Kvarnzelius, fris 1928–1934, fp 1935
- Ernst Lyberg, lib (1928)
  - Emanuel Bjurström, fris 1929–1934, fp 1935 (1929–1935)
- Erik Dalberg, s
- Alfred Petrén, s
- Ernst Åström, s

#### 1936–1943
- August Ernfors, h (1936–1937)
  - William Nisser, h (11/1 1938–1943)
- Emanuel Bjurström, fp (1936–27/9 1939)
  - Erik Lindblom, fp (24/10 1939–1943)
- Ivar Englund, s (1936–1938)
  - Sven Boman, s (1939–1943)
- Ejnar Lindbärg, s
- Gunnar Myrdal, s (1936–1938)
  - Erik Brandt, s (1939–1943)
- Herman Smedh, s (1936)
  - Anders Sundvik, s (1937–1943)

#### 1944–1951
- Jones Erik Andersson, bf
- Erik Lindblom, fp
- Sven Boman, s (1944–19/3 1950)
  - Gustaf Snygg, s (13/4 1950–1951)
- Gunnar Myrdal, s (1944–12/4 1947)
  - Karl Damström, s (7/5 1947–1951)
- Einar Persson, s (17/1 1994–1951)
- Anders Sundvik, s

#### 1952–1959
- Lars Eliasson, bf/c (1952–vårsessionen 1958)
  - Erik Carlsson, c (höstsessionen 1958–1959)
- Erik Lindblom, fp
- Karl Damström, s
- Einar Persson, s
- Gustaf Snygg, s
- Anders Sundvik, s (1952–1955)
  - Sven Aspling, s (1956–1958)
    - Maja Nilsson, s (1959)

#### 1960–1967
- Birger Gezelius, h (1960–6/9 1961)
  - Birger Isacson, h (18/9 1961–1967)
- Erik Carlsson, c
- Stig Stefanson, fp
- Karl Damström, s
- Einar Persson, s
- Gustaf Snygg, s (1/1–31/7 1960)
  - Maja Nilsson, s (4/8 1960–1967)

#### 1968–1970
- Erik Carlsson, c
- Nils Nilsson, c
- Stig Stefanson, fp
- Gösta Bergstrand, s (1–11/1 1968)
  - Ivar Andersson, s (15/1 1968–1970)
- Ove Karlsson, s
- Yngve Nyquist, s

## Andra kammaren
Kopparbergs läns valkrets var även en valkrets till andra kammaren under perioden 1922–1970. Fram till 1921 var länet indelat i olika valkretsar, under perioden med majoritetsval 1866–1911 i kretsar med ett mandat vardera. 
När de första valen till andra kammaren förrättades 1866 utgjordes landsbygden av Mora, Sofia Magdalena och Vänjans, Orsa, Älvdals samt Särna och Idre tingslags valkrets (i valet 1875 namnändrad till Ovansiljans domsagas valkrets), Leksands, Åls och Bjursås, Rättviks och Ore samt Gagnefs tingslags valkrets (i valet 1875 namnändrad till Nedansiljans domsagas valkrets), Hedemora domsagas valkrets, Falu domsagas valkrets, Grangärde, Norrbärke och Söderbärke tingslags valkrets (i valet 1902 namnändrad till Smedjebackens domsagas valkrets, i valet 1905 ånyo omdöpt till Västerbergslags domsagas valkrets), Malungs, Lima och Äppelbo samt Nås, Järna och Floda tingslags valkrets (i valet 1893 namnändrad till Nås och Malungs tingslags valkrets, i valet 1902 ånyo omdöpt till Nås och Malungs domsagas valkrets). 
Från och med extravalet 1887 delades Nedansiljans valkrets i Leksands, Åls och Bjursås tingslags valkrets (i valet 1893 namnändrad till Leksands tingslags valkrets) och Gagnefs samt Rättviks och Ore tingslags valkrets (i valet 1893 namnändrad till Gagnefs och Rättviks tingslags valkrets). Från och med valet 1896 delades även Falu domsagas valkrets i Falu domsagas södra tingslags valkrets och Falu domsagas norra tingslags valkrets.
Länets tre städer vid denna tid, Falun, Hedemora och Säter, utgjorde vid valen 1866–1908 en gemensam valkrets, Falu, Hedemora och Säters valkrets. 
Vid införandet av proportionellt valsystem i andrakammarvalet 1911 avskaffades samtliga äldre valkretsar och Kopparbergs län indelades i Kopparbergs läns östra valkrets (med tre mandat), Kopparbergs läns norra valkrets (med tre mandat) och Kopparbergs läns västra valkrets (med fyra mandat, med undantag för ordinarie valet 1914 då antalet mandat var tre). Vid andrakammarvalet 1921 förenades slutligen hela länet till en samlad valkrets. Antalet mandat var tio i valen 1921–1924, nio i valen 1928–1964 och åtta i valet 1968.

### Riksdagsledamöter i andra kammaren

#### 1922–1924
- August Ernfors, lmb
- Gustaf Nilsson, bf
- Gustaf Andersson, lib s 1922–1923, fris 1924
- Eskils Hans Hansson, lib s 1922–1923, fris 1924
- Anders Olsson, lib s 1922–1923, fris 1924
- Fredrik Aarnseth, s
- Bernhard Eriksson, s
- Robert Jansson, s
- Gustaf Pettersson, s
- Verner Karlsson, k

#### 1925–1928
- August Ernfors, lmb (1925–1927)
  - Ernst Aronson, lmb (1928)
- Jones Erik Andersson, bf
- Gustaf Andersson, fris
- Eskils Hans Hansson, fris (1925–18/1 1927)
  - Anders Olsson, fris (8/2 1927–1928)
- Fredrik Aarnseth, s (1/1–16/4 1925)
  - Herman Smedh, s (12/5 1925–1928)
- Ivar Englund, s
- Bernhard Eriksson, s
- Robert Jansson, s
- Gustaf Pettersson, s
- Fredrik Sundström, s

#### 1929–1932
- Ernst Aronson, lmb
- Jones Erik Andersson, bf
- Gustaf Andersson, fris
- Anders Olsson, fris
- Evald Ericsson, s
- Bernhard Eriksson, s
- Robert Jansson, s
- Gustaf Pettersson, s
- Verner Karlsson, k (Kilbom)

#### 1933–1936
- Ernst Aronson, lmb 1933–1934, h 1935–1936
- Jones Erik Andersson, bf
- Gustaf Andersson, fris 1933–1934, fp 1935–1936
- Anders Olsson, fris 1933–1934, fp 1935–1936
- Evald Ericsson, s
- Bernhard Eriksson, s
- Robert Jansson, s
- Gustaf Pettersson, s
- Verner Karlsson, k (Kilbom)/sp

#### 1937–1940
- Birger Gezelius, h
- Jones Erik Andersson, bf
- Gustaf Andersson, fp
- Hildur Alvén, s
- Evald Ericsson, s
- Robert Jansson, s
- Gustaf Pettersson, s
- Fredrik Sundström, s
- Verner Karlsson, sp 1937, s 1938–1940

#### 1941–1944
- Birger Gezelius, h
- Jones Erik Andersson, bf (1941–1943)
  - Erik Pettersson, bf (1944)
- Gustaf Andersson, fp
- Hildur Alvén, s
- Evald Ericsson, s
- Arvid Hallberg, s
- Verner Karlsson, s
- Gustaf Pettersson, s
- Fredrik Sundström, s

#### 1945–1948
- Birger Gezelius, h
- Robert Jansson, bf
- Erik Pettersson, bf
- Gustaf Andersson, fp
- Hildur Alvén, s
- Evald Ericsson, s
- Gustaf Hellbacken, s
- Verner Karlsson, s
- Fredrik Sundström, s (1945–23/9 1947)
  - Arvid Hallberg, s (22/10 1947–1948)

#### 1949–1952
- Robert Jansson, bf
- Erik Pettersson, bf
- Olof Hammar, fp
- Anders Olsson, fp
- Evald Ericsson, s
- Arvid Hallberg, s
- Gustaf Hellbacken, s
- Elsa Lindskog, s
- Erik Östrand, s

#### 1953–1956
- Birger Gezelius, h
- Robert Jansson, bf
- Olof Hammar, fp
- Anders Olsson, fp
- Torsten Fredriksson, s
- Elsa Lindskog, s
- Sven Mellqvist, s
- Olof Persson, s
- Erik Östrand, s

#### 1957–vårsessionen 1958
- Birger Gezelius, h
- Robert Jansson, bf/c
- Olof Hammar, fp
- Johan Ågren, fp
- Torsten Fredriksson, s
- Elsa Lindskog, s
- Sven Mellqvist, s
- Olof Persson, s
- Erik Östrand, s

#### Höstsessionen 1958–1960
- Birger Gezelius, h (1958–1959)
  - Bo Turesson, h (1960)
- Lars Eliasson, c
- Olof Hammar, fp
- Johan Ågren, fp
- Torsten Fredriksson, s
- Elsa Lindskog, s
- Sven Mellqvist, s
- Olof Persson, s
- Erik Östrand, s

#### 1961–1964
- Bo Turesson, h
- Karl Boo, c
- Lars Eliasson, c
- Olof Hammar, fp (1961–1963)
  - Anders Jonsson, fp (1964)
- Torsten Fredriksson, s
- Elsa Lindskog, s
- Sven Mellqvist, s
- Olof Persson, s
- Erik Östrand, s

#### 1965–1968
- Bo Turesson, h
- Karl Boo, c
- Lars Eliasson, c
- Anders Jonsson, fp
- Torsten Fredriksson, s
- Elsa Lindskog, s
- Sven Mellqvist, s
- Olof Persson, s
- Erik Östrand, s (1965–1966)
  - Gudrun Sundström, s (1967–1968)

#### 1969–1970
- Karl Boo, c
- Lars Eliasson, c
- Anders Jonsson, fp
- Ingrid Bergman, s
- Torsten Fredriksson, s
- Åke Green, s
- Sven Mellqvist, s
- Gudrun Sundström, s